# Louisiana Hayride
Der Louisiana Hayride war eine Radioshow für Country-Musik im US-Hörfunk. Sie wurde ab 1948 aus dem Municipal Auditorium in Shreveport, Louisiana, übertragen und in den 1950er-Jahren nur von der Grand Ole Opry an Popularität übertroffen. Der Beiname des Hayrides war Cradle of the Stars (Wiege der Stars), da die Show für viele Musiker ein Sprungbrett zur Karriere war.

## Geschichte

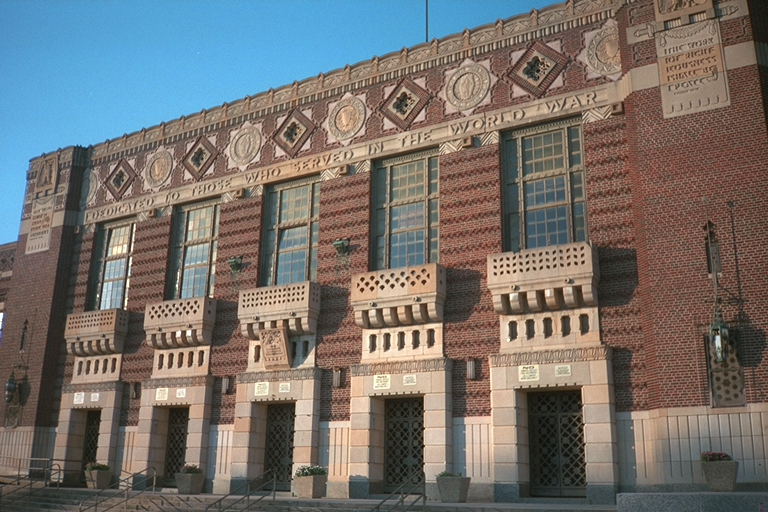
Das Municipal Auditorium in Shreveport, 1995

Am 3. April 1948 ging der Louisiana Hayride erstmals auf Sendung. Initiiert wurde die Samstagabendshow von Henry Clay und Dean Upson, die zum Management des Senders KWKH Shreveport gehörten. Ab 1948 wurde wöchentlich übertragen. Der Empfang beschränkte sich zunächst auf Louisiana und die angrenzenden Bundesstaaten. Ab 1954 wurden auch über das AFN-Netz 30-minütige Ausschnitte nach Übersee übertragen. Über das CBS-Netz wurde ganz Nordamerika erreicht.
Der Louisiana Hayride stand immer im Schatten der Grand Ole Opry. The Cradle of the Stars  diente vor allem aufstrebenden Talenten als Sprungbrett, bot aber auch etablierten Musikern Gelegenheit zu Auftritten, die sich dem strengen Regime der Opry nicht unterziehen wollten. Zu den ersten Stars gehörten Hank Williams und Kitty Wells. Ab 1954 war Elvis Presley für 18 Monate Ensemblemitglied, nachdem er in der Grand Ole Opry gescheitert war. Bei seinem letzten Auftritt am 15. Dezember 1956 kam es zu einer Massenhysterie unter den meist weiblichen Fans, die der Ansager Horace Lee Logan mit der Mitteilung „Elvis has left the building“ zu beruhigen versuchte. 
Nach dem Weggang Presleys erlebte die Show einen allmählichen Niedergang. Zeitweise wurden ausschließlich Bandaufnahmen alter Sendungen abgespielt. Der KWKH-Sender zog sich zurück, und 1969 wurden die Sendungen endgültig eingestellt. David Kent übernahm 1975 die Namensrechte und belebte den Hayride zwischen 1973 und 1987 wieder. In einem anderen Gebäude wurde die Show mit reduziertem Staraufgebot weitergeführt. Ab 1984 wurde sie zusätzlich im Fernsehen übertragen. Drei Jahre später zog man ins Municipal Auditorium zurück. An die Erfolge der Zeiten von 1948 bis 1960 konnte aber nicht mehr angeknüpft werden, und man stellte die Shows wieder ein.

## Gäste und Mitglieder

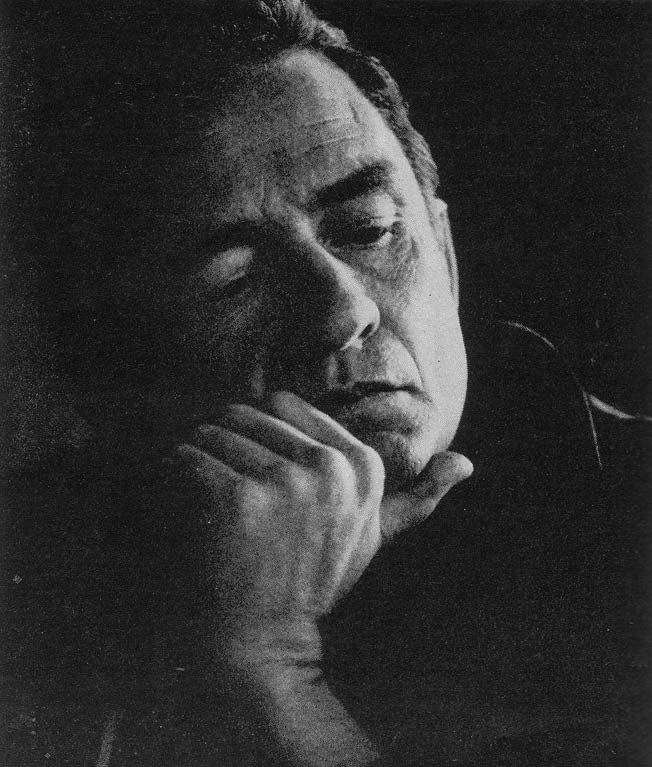
Johnny Cash
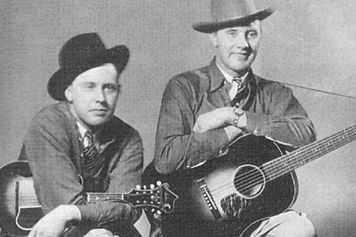
Charlie Monroe (rechts)
- Johnny Horton mit dem Traditional John Henry
- George Jones singt Ragged But Right

- Faron Young
- Webb Pierce
- Sheb Wooley
- Sonny James
- Rose Maddox
- Jimmy C. Newman
- Hank Snow
- Elvis Presley
- Jim Reeves
- Hank Williams
- Merle Kilgore
- Jack Anglin
- George Jones
- Lefty Frizzell
- Carl Perkins
- Sleepy LaBeef
- Warren Smith
- The Stanley Brothers
- Billy Wallace
- Bob Luman
- Jimmy and Johnny
- Jimmy Lee Fautheree
- „Country“ Johnny Mathis
- Johnny Horton
- Johnny Cash
- Slim Whitman
- Eddie Bond
- Patsy Montana
- Charlie Monroe
- Tommy Tomlinson
- Elton Britt
- Texas Ruby
- Red Sovine
- Nat Stuckey
- Werly Fairburn
- Tibby Edwards
- Arlie Duff
- Chuck Mayfield
- Kitty Wells